# أليكسيس تيبيدي
أليكسيس رونالدو تيبيدي (مواليد في 3 نوفمبر 2003) هو لاعب كرة قدم فرنسي محترف يلعب كمهاجم لصالح نادي لاسك في الدوري النمساوي.

## المسيرة الكروية
تيبيدي، وهو خريج أكاديمية الشباب في ناديي إي إس إيه بريف ‏ وتولوز الفرنسيين، وقع أول عقد احترافي له مع شتوتجارت في 19 يوليو 2021. شارك لأول مرة مع الفريق الأول لشتوتغارت في خسارة 2–1 في الدوري الألماني أمام بوروسيا دورتموند في 20 نوفمبر 2021.
في 11 يوليو 2022، انتقل تيبيدي على سبيل الإعارة إلى نادي رايندورف ألتاش في النمسا لموسم 2022–23.
في 28 يناير 2023، عاد تيبيدي إلى فرنسا ووقع عقدًا مع نادي تروا حتى 30 يونيو 2027.
في 10 يوليو 2024، انضم تيبيدي إلى نادي لاسك النمساوي في الدوري الألماني بعقد مدته أربع سنوات.

## المسيرة الدولية
تم استدعاء تيبيدي إلى منتخب فرنسا تحت 20 سنة للمشاركة في كأس العالم تحت 20 سنة 2023.

## الحياة الشخصية
تيبيدي هو ابن لاعب كرة القدم الدولي الكاميروني السابق، أليكسيس تيبيدي الأب. وهو يمارس رياضة الكاراتيه، وكان بطل الكاراتيه الوطني الفرنسي في عام 2017. يحمل الجنسيتين الفرنسية والكاميرونية.

## الإحصائيات
آخر تحديث 27 أغسطس 2023.
| الدوري                  | الموسم   | الدوري                         | الدوري | الدوري  | الكأس  | الكأس   | أوروبا | أوروبا  | أخرى   | أخرى    | المجموع | المجموع |
| الدوري                  | الموسم   | الدرجة                         | الظهور | الأهداف | الظهور | الأهداف | الظهور | الأهداف | الظهور | الأهداف | الظهور  | الأهداف |
| ----------------------- | -------- | ------------------------------ | ------ | ------- | ------ | ------- | ------ | ------- | ------ | ------- | ------- | ------- |
| شتوتغارت للرديف         | 2021–22  | الدوري الإقليمي الجنوبي الغربي | 3      | 0       | —      | —       | —      | —       | —      | —       | 3       | 0       |
| شتوتغارت                | 2021–22 ‏ | الدوري الألماني                | 13     | 0       | —      | —       | —      | —       | —      | —       | 13      | 0       |
| رايندورف آلتاخ (إعارة)  | 2022–23  | الدوري النمساوي                | 16     | 5       | 2      | 0       | —      | —       | —      | —       | 18      | 5       |
| تروا                    | 2022–23 ‏ | الدوري الفرنسي                 | 3      | 0       | —      | —       | —      | —       | —      | —       | 3       | 0       |
| تروا                    | 2022–23  | الدوري الفرنسي الدرجة الخامسة  | 2      | 0       | —      | —       | —      | —       | —      | —       | 2       | 0       |
| تروا                    | 2023–24  | الدوري الفرنسي الدرجة الخامسة  | 1      | 0       | —      | —       | —      | —       | —      | —       | 1       | 0       |
| تروا                    | المجموع  | المجموع                        | 3      | 0       | —      | —       | —      | —       | —      | —       | 3       | 0       |
| إن إي سي نيميخن (إعارة) | 2023–24  | الدوري الهولندي الممتاز        | 0      | 0       | 0      | 0       | —      | —       | —      | —       | 0       | 0       |
| الإجمالي                | الإجمالي | الإجمالي                       | 38     | 5       | 2      | 0       | 0      | 0       | 0      | 0       | 40      | 5       |

## وصلات خارجية
لا توجد روابط لمواقع التواصل الاجتماعي.

- أليكسيس تيبيدي على موقع قاعدة بيانات كرة القدم.إي يو (الإنجليزية)
- أليكسيس تيبيدي على موقع ليكيب (الفرنسية)
- أليكسيس تيبيدي على موقع Soccerbase.com (لاعب) (الإنجليزية)
- أليكسيس تيبيدي على موقع Soccerway.com (الإنجليزية)
- أليكسيس تيبيدي على موقع عالم كرة القدم.نت (الإنجليزية)
- أليكسيس تيبيدي  على سكروي
- أليكسيس تيبيدي في الاتحاد الفرنسي لكرة القدم (بالفرنسية)